# Вулиця Старосольських
Вулиця Старосольських — вулиця у Галицькому районі міста Львова, у місцевості Новий Світ. Сполучає вулицю Степана Бандери з площею Святого Юра. Прилучається вулиця Архітекторська.

## Історія
Вулиця прокладена ще до 1871 року та отримала назву Сакре-Кєр (інша назва — Новий Світ поперечниця), оскільки починалася від межі дільниці Новий Світ та прямувала до великого саду монастиря монастиря Святого Серця (лат. Sacre Coeur). У 1871 році львівський магістрат назвав цю вулицю на пошану польського поета, драматурга, представника сентименталізму Францішека Карпінського. У липні 1944 року вулиця отримала назву також Карпінського, але вже на честь російського геолога польського походження, петрографа, президента Академії наук СРСР, академіка Олександра Карпінського.
9 січня 2024 року на засіданні Львівської міської ради оголосили архітектурний конкурс на найкращий проєкт громадського простору із пам'ятником Євгену Коновальцю. Простір на території Національного університету «Львівська політехніка» буде призначений для відпочинку студентів і містян, а також для заходів із вшанування пам'яті Євгена Коновальця. Запланували такий простір там, де вулиця Коновальця фактично зустрічається з вулицею Бандери, перед першим навчальним корпусом вишу (вул. Старосольських, 2/4).
1 лютого 2024 року робоча група щодо деколонізації і перейменування вулиць Львова вирішила змінити назви трьох міських вулиць, зокрема й вулицю Карпінського, якій планували повернути найменування на честь польського поета Францішека Карпінського. Цю та інші пропозиції запланували винести на затвердження депутатів на сесії Львівської міськради.
Згідно ухвали Львівської міської ради від 4 липня 2024 року вулицю Карпінського перейменовано на вулицю Старосольських, на честь знаної львівської родини українських правників, пам'яткоохоронців та громадських діячів — Старосольських. Галицька районна адміністрація в місячний термін має виготовити та встановити нові інформаційні таблиці, а Міський центр інформаційних технологій має змінити назву вулиці на онлайн-мапах міста.

## Опис
Нумерація будинків на вулиці Старосольських дуже специфічна. Її парний бік починається від навчального корпусу № 1 НУ «Львівська політехніка» (№ 2/4), що виходить головним фасадом на вул. Степана Бандери та закінчується будівлею студентського комбінату харчування НУ «Львівська політехніка» (№ 8), що прибудований до навчального корпусу № 3 цього ж вишу (площі Святого Юра, 1/2). Натомість нумерація будинків з непарного боку зростає від вул. Архітекторської до вул. Степана Бандери. Під вулицею прокладено тунель, що сполучає головний корпус (вул. Степана Бандери, 12), з 2-им (вул. Старосольських, 6) і 4-им (вулиця Митрополита Андрея, 5) навчальними корпусами та студентського комбінату харчування НУ «Львівська політехніка» (вул. Старосольських, 8), збудованих у 1960—1970-х роках.
Між постсецесійними будинками з непарного боку вулиці Старосольських збереглася невелика садиба (№ 11) з одноповерховим будиночком, зведеним у другій половині XIX століття для представників відомого львівського роду Лонгшам де Бер'є. Колись такими будиночками була забудована вся дільниця Новий Світ. У першій чверті XX століття їх витіснили сецесійні та конструктивістські три- та чотириповерхові будівлі, такі як, триповерхові кам'яниці кам'яничника Йосифа Фейґенбаума (№ 3, 5), кам'яниця скарбового секретаря Леопольда Лисаковського (№ 7) та інші.

## Забудова

### З парного боку вулиці
У 1844—1944 роках у трикутнику між нинішніми вулицями Старосольських, Степана Бандери та площею Святого Юра розташовувався комплекс споруд монастиря сестер Святого Серця Ісусового, який оточував великий монастирський сад. З приходом радянської влади виховний заклад був закритий, згодом весь комплекс споруд монастиря сестер Святого Серця Ісусового перейшов у власність Львівського політехнічного інституту. У грудні 1946 року на базі агрономічного та лісогосподарського факультетів політехнічного інституту в будівлях колишнього монастиря створено сільськогосподарський Інститут. У 1960-х роках аграрний інститут переведено до Дублян. На початку 1970-х роках знесено костел, а сиротинець та сад колишнього монастиря ліквідовано. На місці знесеного костелу з'явилася будівля студентського комбінату харчування політехнічного інституту (навчальний корпус № 26) а монастирського саду — будівлі навчальних корпусів № 1, 2, розташованих з парного боку вулиці Старосольських та навчального корпусу № 4 (вулиця Митрополита Андрея, 5).
№ 2/4 — будівля навчального корпусу № 1 Національного університету «Львівська політехніка» з лекційними та навчальними авдиторіями, актовим залом та студентською їдальнею збудована у 1965—1966 роках за проєктом, розробленим Студентським проєктно-конструкторським бюро Львівського політехнічного інституту. Над проєктом працювали професор Іван Багенський та викладачі-архітектори будівельного факультету вишу — Роман Липка, Андрій Рудницький, а також Микола Мікула. Виконавцями робіт були випускники Львівського політехнічного інституту. Проєктування будівлі розпочалося у 1960 році. Після отримання фінансування від Міністерства освіти УРСР у 1965 році розпочалося будівництво, яке тривало до кінця 1966 року. Стиль будівлі — модернізм. 1977 року проєкт відзначено премією Ради міністрів СРСР. Наприкінці 2000-х років у будівлі було проведено часткову модернізацію, замінено вікна та оновлено благоустрій площі перед будівлею, де встановлено фонтан. Навпроти навчального корпусу № 1 розташована кав'ярня «Urban Coffee».
У грудні 2021 року в будівлі навчального корпусу № 1 відкрили перший в Україні інклюзивний простір для студентів-ветеранів «Ветеранська служба». Центр став першим інклюзивним простором в Україні на базі університету. Створили його за підтримки благодійного фонду «Відкриті очі» ІТ-компанії SoftServe. Тут ветеранам допомагатимуть зі вступом до вишу, надаватимуть психологічні консультації та організують менторську програму. Ідея проєкту належить викладачці Львівської політехніки Олесі Бік.
№ 6 — будівля навчального корпусу № 2 Національного університету «Львівська політехніка» з навчальними аудиторіями та лабораторіями збудована у 1976 році. Архітектор проєкту — Ірина Русанова, головний інженер — Віктор Кваша. Стиль будівлі — модернізм. 1978 року авторський колектив разом з керівництвом ЛПІ отримали Державну премію Ради міністрів УРСР за розбудову інституту.
№ 8 — будівля студентського комбінату харчування НУ «Львівська політехніка» (навчальний корпус № 26), збудована у 1960—1970 роках на місці знесеного костелу жіночого монастиря Святого Серця Ісусового.

### З непарного боку вулиці
№ 3, 5 — триповерхові кам'яниці (колишня адреса — вул. Карпінського Ф., 3, 5; конскрипційні № 1693 2/4 та № 1694 2/4) збудовані у 1909—1910 роках у стилі пізньої сецесії для кам'яничника Йосифа Фейґенбаума за проєктом архітектора Леопольда Мартина Карасінського. Останніми власниками у міжвоєнний період будинку під № 3 була Псахія Кац, а будинку під № 5 — Естера Місес. Будинки внесені до реєстру пам'яток архітектури місцевого значення під охоронними № 1244-м та № 1245-м відповідно. Нині одне з приміщень на першому поверсі будинку № 5 займає відділ поліграфії № 2 цифрової друкарні «КопіБум».
№ 7 — триповерхова кам'яниця (колишня адреса — вул. Карпінського Ф., 7; конскрипційний № 1617 2/4) споруджена у 1908—1909 роках для скарбового секретаря Леопольда Лисаковського за проєктом Едмунда Жиховича та оздоблений у стилі неоготики. Останнім власником будинку у міжвоєнний період був Роман Лисаковський. Будинок внесений до реєстру пам'яток архітектури місцевого значення під охоронним № 1246-м. Нині в будинку міститься хостел «Family House».
№ 9 — чотириповерховий житловий будинок (колишня адреса — вул. Карпінського Ф., 9) зведений у стилі раннього функціоналізму кінця 1920-х років.
№ 11 — одноповерховий будиночок (колишня адреса — вул. Карпінського Ф., 11, 13; конскрипційний № 863 2/4), зведений у другій половині XIX століття для представників відомого львівського роду Лонгшам де Бер'є. Від їхнього родового маєтку за містом, пішла назва Лоншанівка — місцевість нині більш відома як Кайзервальд. Засновник роду — львівський банкір Франсуа Лонгшам де Бер'є чотири рази обіймав посаду бурмістра Львова, а також очолював першу львівську масонську ложу Трьох Богинь. Останніми власниками будинку були професор-правознавець, ректор Львівського університету Роман Лонгшам де Бер'є, страчений німецькими окупантами в числі сорока шести відомих науковців та членів їх родин у липні 1941 року на Вулецьких горбах у Львові та його брат Анджей. Нині — це звичайний житловий будинок на дві квартири, який стоїть пусткою.
№ 15, 17 — чотириповерхові кам'яниці (колишні адреси — вул. Карпінського Ф., 15, 17; конскрипційні № 1608 2/4 та № 1609 2/4) споруджені у 1908—1910 роках за проєктами Каспара Драневича та Людвіка Вельце у стилі раціональної постсецесії з неоклацистичним оздобленням. Згідно адресної книги 1916 року, співвласниками будинку під № 15 були Мінна Клар та Зоф'я Вічинська. Останніми власниками у міжвоєнний період будинку під № 15 були Владислав та Анна Кусин, а будинку під № 17 — Ядвіга Пйонткевич.
№ 19 — чотириповерхова кам'яниця (колишня адреса — вул. Карпінського Ф., 19; конскрипційний № 1639 2/4) збудована у 1909—1910 роках за проєктом Людвіка Вельце у стилі раціональної постсецесії. Згідно адресної книги 1916 року, під № 19 мешкала Марія Зайончковська, вдова по професору Львівської політехніки Владиславу Зайончковському та Леонія Роберта Барвінська-Герц, польська театральна акторка, яка мешкала тут у 1911—1931 роках (з перервами) під час виступів (гастролей) у львівських театрах. Останніми власниками будинку у міжвоєнний період були Іда Фелльова та спілка. У 2022 році в будинку на вулиці Карпінського, 19 фахівці відреставрували історичну дерев'яну браму. Реставрацію здійснили в межах міської програми співфінансування, яку координує «Бюро спадщини» управління охорони історичного середовища. Вартість реставраційних робіт становила майже 60 тисяч гривень.

Світлини вуличної забудови
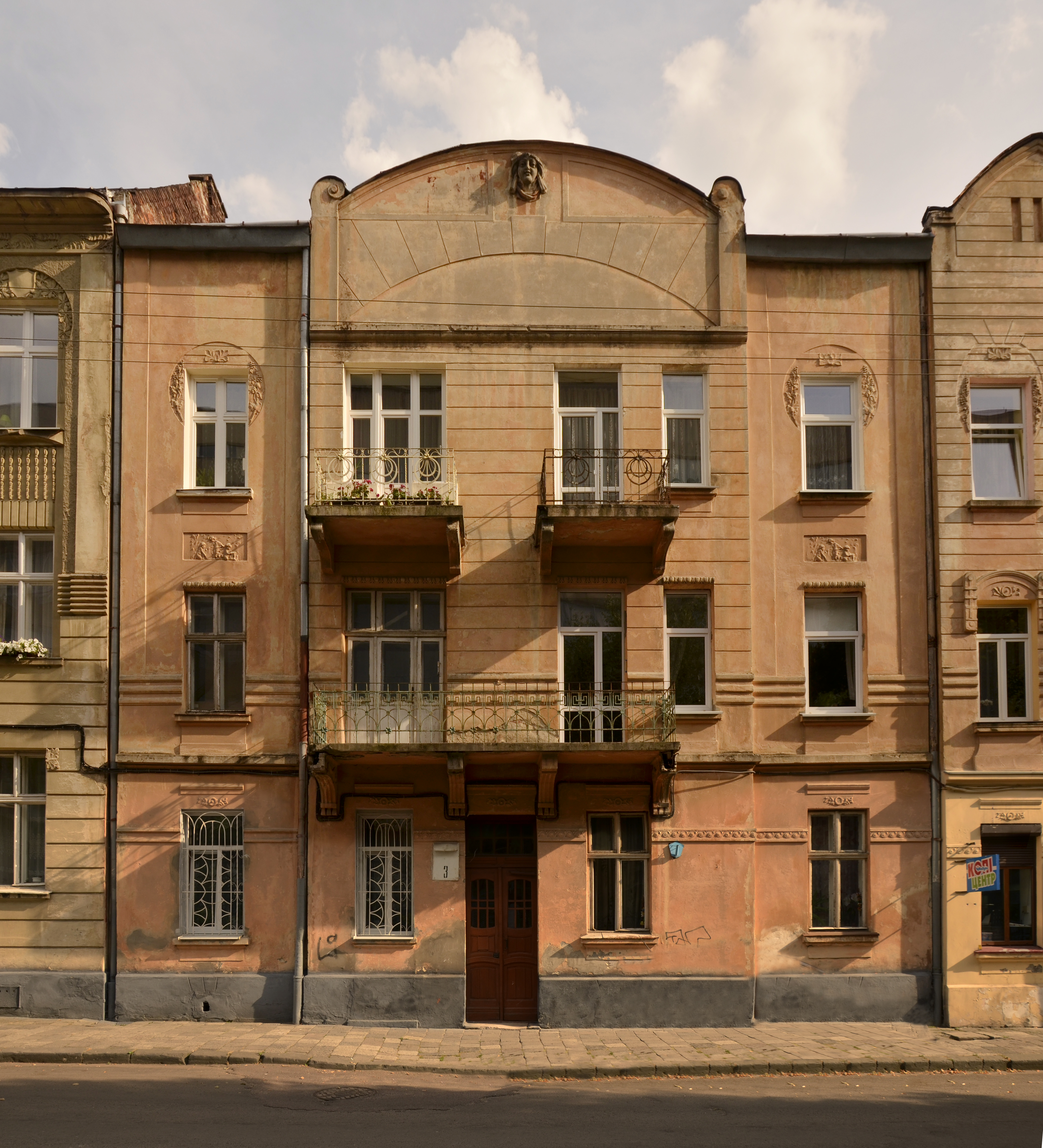
Колишня кам'яниця Фейґенбаума (вул. Старосольських, 3)
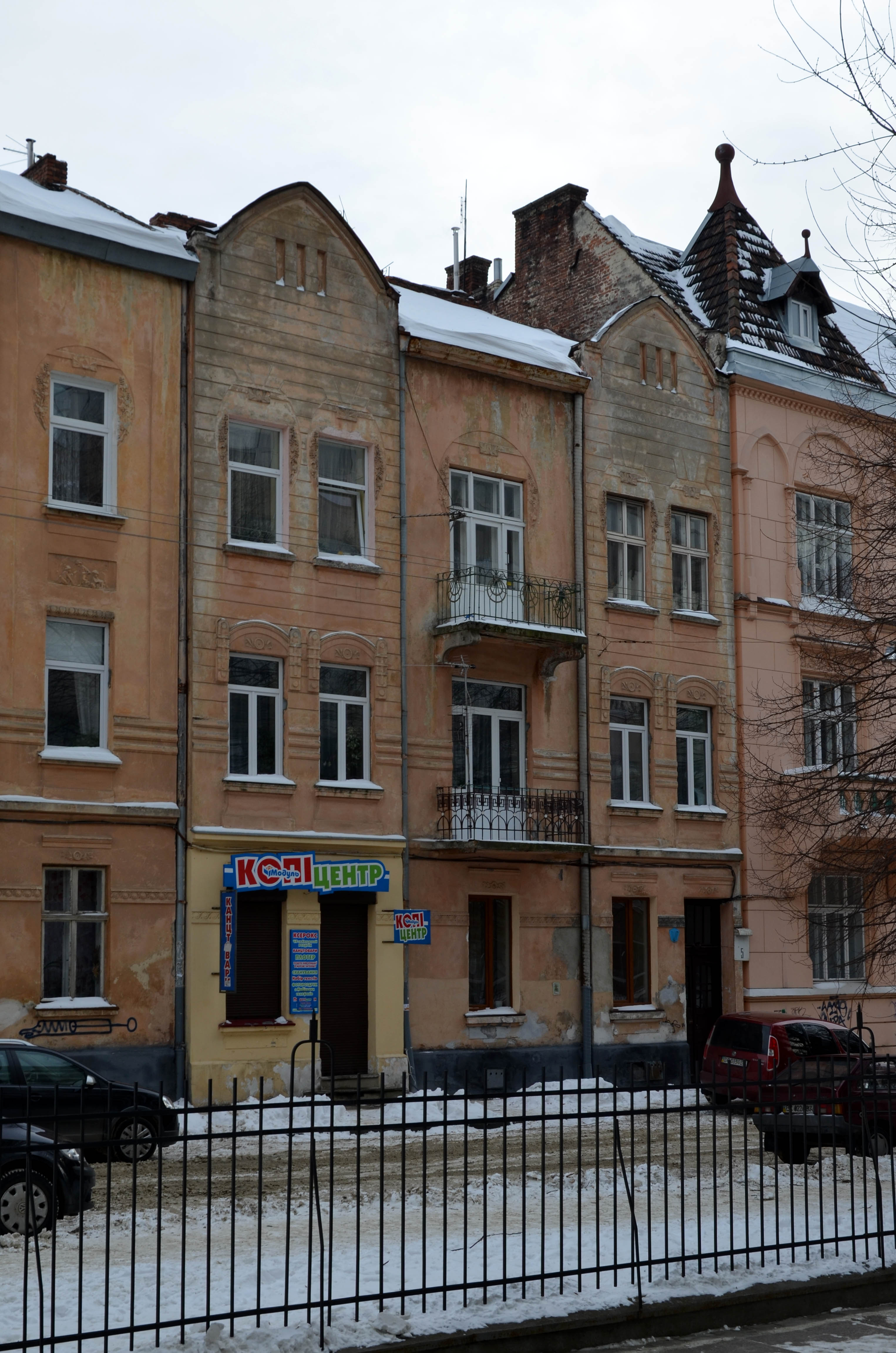
Колишня кам'яниця Фейґенбаума (вул. Старосольських, 5)
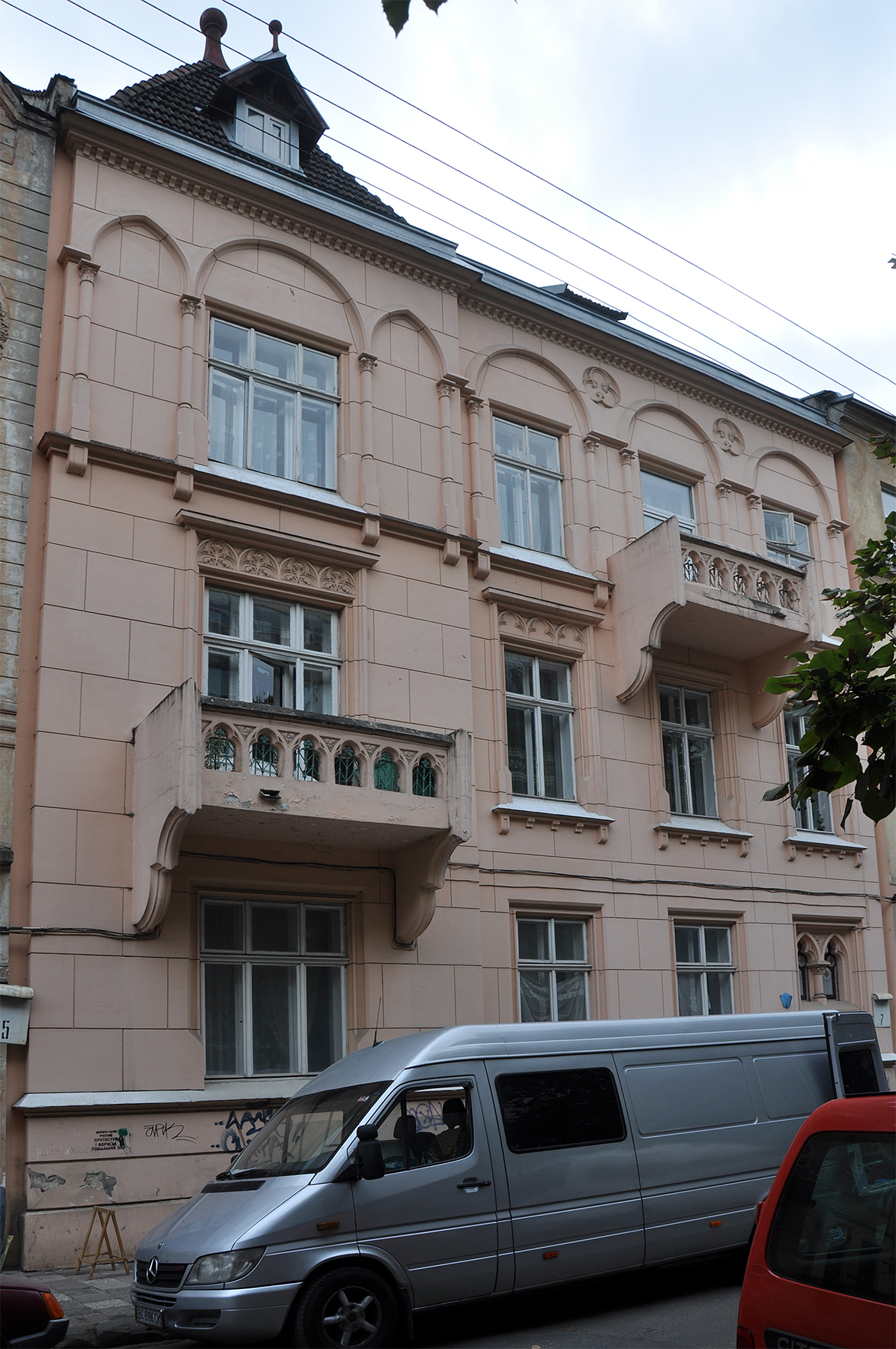
Колишня кам'яниця Лисаковського (вул. Старосольських, 7)
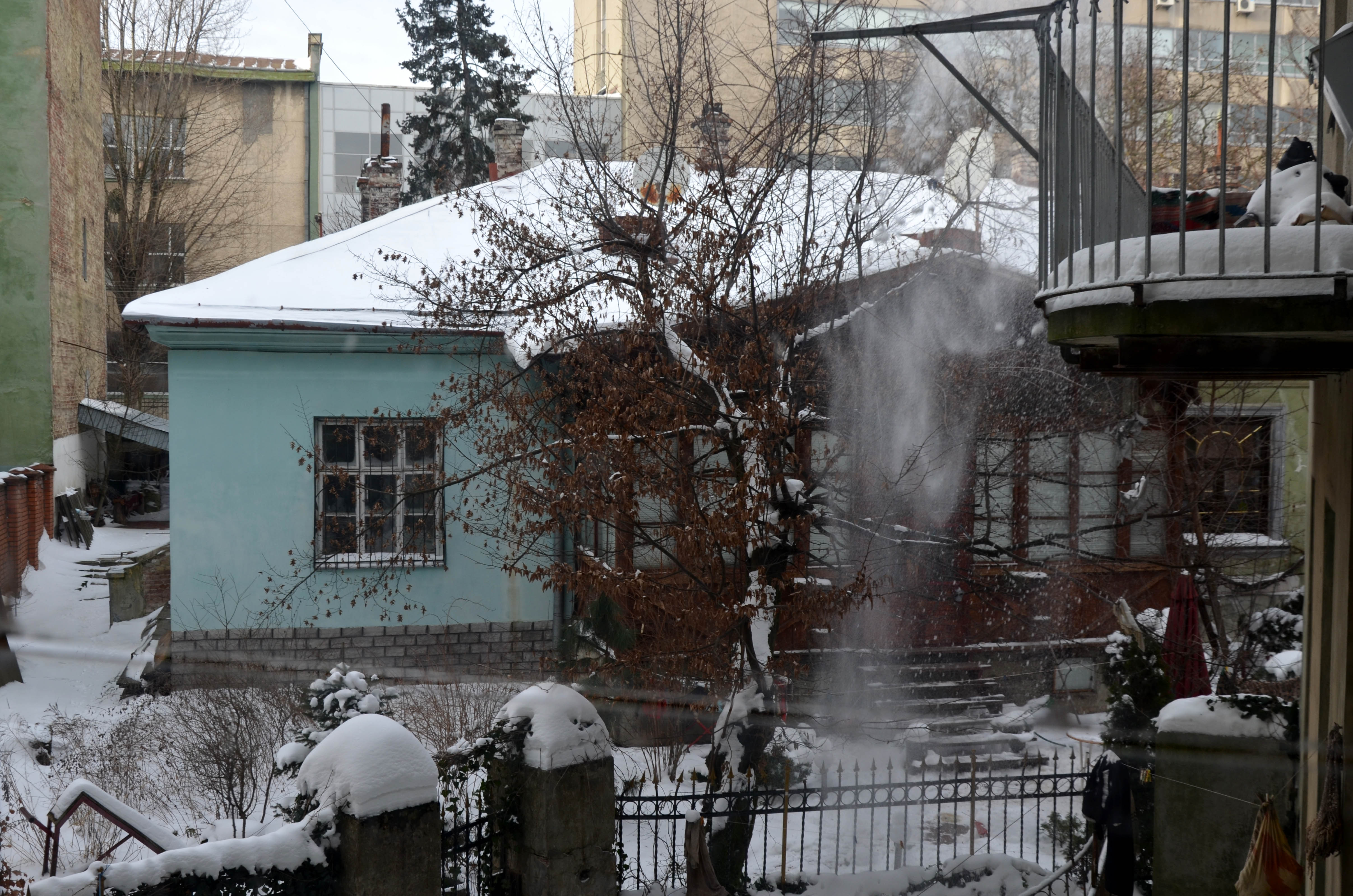
Колишня садиба роду Лонгшам де Бер'є (вул. Старосольських, 11)
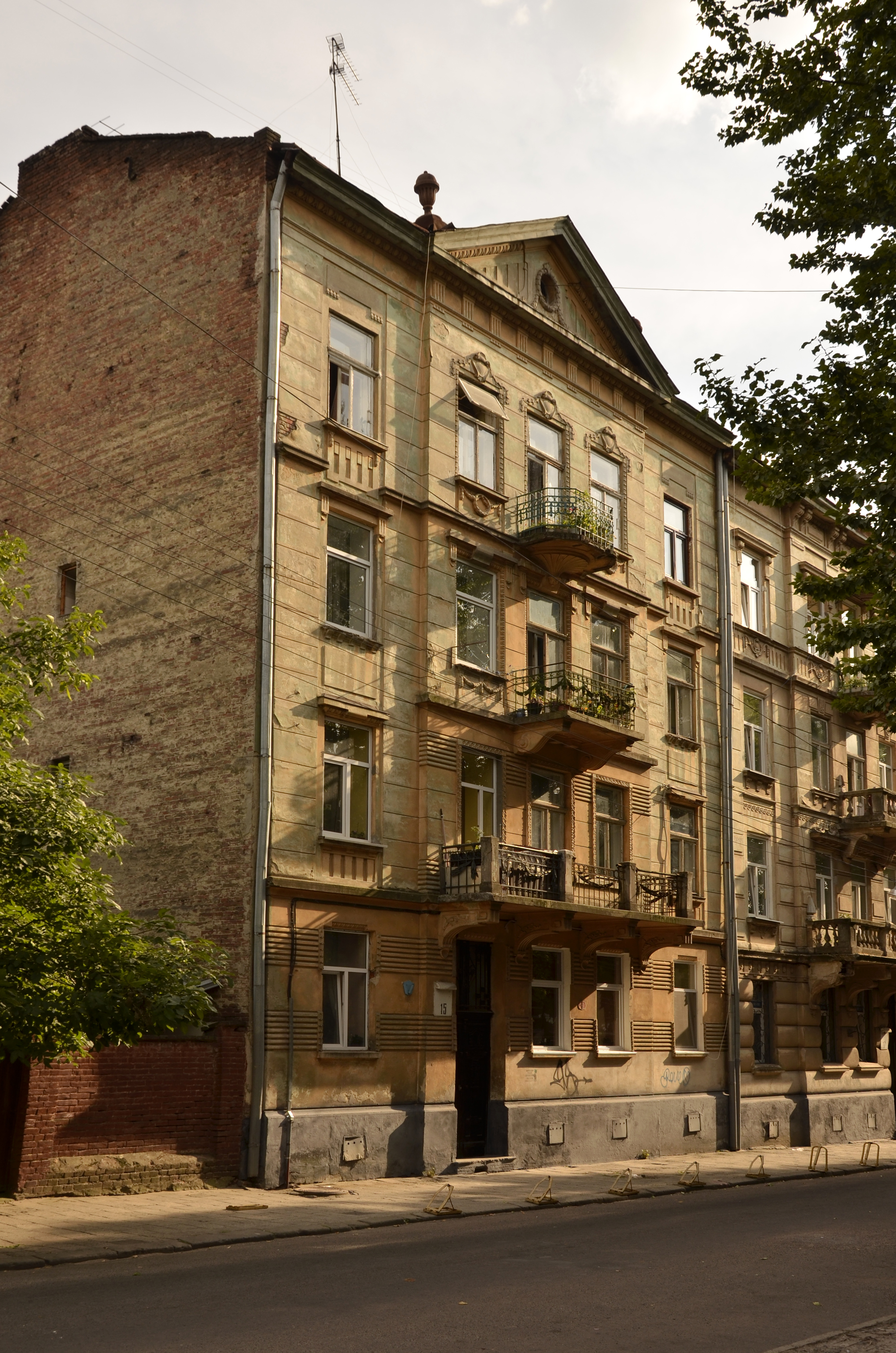
Кам'яниця (вул. Старосольських, 15)

## Транспорт
У листопаді 2022 року на вул. Старосольських (права сторона, у напрямку від вул. Архітекторської до вул. Степана Бандери) відкрито майданчик для платного паркування автомобілів.